# بون، بون
«بون، بون» (به انگلیسی: Bon, Bon) عنوان تک‌آهنگی از خواننده آمریکایی پیت‌بول است. سبک این ترانه لاتین پاپ و هیپ‌هاپ است. این تک‌آهنگ در بیلبورد در بین ترانه‌های لاتین رتبه سوم را بدست آورد. ملودی این تک‌آهنگ برگرفته از آهنگ «We No Speak Americano» از یولاندا بی کول است.

## جدول‌های موسیقی
| جدول (۲۰۱۰–۲۰۱۱)                          | بهترین جایگاه |
| ----------------------------------------- | ------------- |
| اتریش (او۳ تاپ ۴۰ اتریش)                  | ۳۶            |
| آلمان (جدول‌های رسمی آلمان)                | ۳۹            |
| اسرائیل (مدیا فارست)                      | ۸             |
| لهستان (۵۰ آهنگ رقص برتر)                 | ۳۸            |
| اسپانیا (پروموزیک)                        | ۳۸            |
| سوئیس (شوایزر هیت‌پاراد)                   | ۴۷            |
| بیلبورد هات ۱۰۰ ایالات متحده              | ۶۱            |
| ترانه‌های داغ لاتین ایالات متحده (بیلبورد) | ۳             |
| ایرپلی پاپ لاتین ایالات متحده (بیلبورد)   | ۳             |
| لاتین ریتم ایرپلی ایالات متحده (بیلبورد)  | ۲             |

| جدول (۲۰۱۱)                          | جایگاه |
| ------------------------------------ | ------ |
| ترانه‌های داغ لاتین بیلبورد (بیلبورد) | ۱۲     |

## گواهینامه‌ها
| منطقه                                                                      | گواهی | واحد گواهی‌شده/فروش |
| -------------------------------------------------------------------------- | ----- | ------------------ |
| مکزیک (امپروفون)                                                           | طلا   | ۳۰٬۰۰۰*            |
| ایالات متحده (آرآی‌ای‌ای)                                                    | طلا   | ۵۰۰٬۰۰۰            |
| * رقم فروش تنها بر پایهٔ گواهی‌ها. · رقم فروش+پخش جاری تنها بر پایهٔ گواهی‌ها. |       |                    |